# Cascades Abshir Ata
Les cascades Abshir Ata és una reserva geològica al riu Abshir Say al districte de Nookat de la província d'Oix (Kirguizstan). Va ser establerta el 1975. Les cascades estan vinculades a un riu subterrani. L'aigua cau en dues cascades (de 15 m i 12 m respectivament) des d'una cova de 1,5 m cap a un cingle.